# Sylvain Venayre
Pour les articles homonymes, voir Venayre.
Sylvain Venayre, né en 1970 à Châlons-sur-Marne, est un historien français spécialiste du XIXe siècle et de l'histoire des représentations. Professeur d'université, il est également essayiste et scénariste de bande dessinée.

## Biographie
Fils d'un officier d'artillerie et d'une mère institutrice, Sylvain Venayre est natif de Châlons-sur-Marne. Agrégé d'histoire, docteur en histoire de l'université Paris-1 Panthéon-Sorbonne en 2000, il est, depuis 2013 professeur d'histoire contemporaine à l'université Grenoble-Alpes après avoir enseigné en qualité de maître de conférences à l'université Paris-1 Panthéon-Sorbonne de 2002 à 2013. Élève d'Alain Corbin, proche de Dominique Kalifa qui lui fait soutenir son habilitation à la Sorbonne, il consacre ses recherches à l'histoire des représentations de l'espace et du temps ainsi qu'à l'histoire culturelle du voyage. En 2012, il écrit avec Patrick Boucheron un livre d'anticipation historique : L'Histoire au conditionnel,. Il est professeur invité à l'Université de New York en 2013.

## Bande dessinée
En 2006, Sylvain Venayre épaule le dessinateur-illustrateur Jean-Philippe Stassen pour adapter en roman graphique la nouvelle Au cœur des ténèbres (Heart of Darkness) de Joseph Conrad, parue en 1899, une nouvelle qui avait largement inspiré le scénario du film Apocalypse Now de Francis Ford Coppola, ainsi que la nouvelle Un avant-poste du progrès, toujours de Joseph Conrad, présente dans le même album. 
Il adapte et scénarise aussi L'Île au trésor d'après le roman éponyme de Robert Louis Stevenson (2012) toujours avec Jean-Philippe Stassen puis en 2019, À la Recherche de Moby Dick, d'après le roman Moby Dick d'Herman Melville avec le dessinateur Isaac Wens et enfin, toujours la même année, Milady ou Le Mystère des Mousquetaires d'après Alexandre Dumas (dessin de Frédéric Bihel).
Il devient également directeur de la collection Histoire dessinée de la France, et il est le co-auteur, avec le dessinateur Étienne Davodeau, du premier volume de la série, paru en 2017. Ce volume met en scène des épisodes importants de l'histoire nationale, avec des personnages comme Jeanne d'Arc, Molière, Jules Michelet ou Marie Curie,. Selon l'historien, la bande dessinée permet d'« aborder ces sujets complexes à travers des intrigues loufoques et entraînantes ». Ce travail est aussi une réflexion sur le roman national et le rôle qu'y joue l'image.

## Publications

### Ouvrages
- L'Avènement de l'aventure : les figures de l'aventure lointaine dans la France des années 1850-1940, 2000, 4 vol. (1255 f.)

[Thèse de doctorat : Histoire : Paris 1 : 2000], sous la dir. d'Alain Corbin
- La Gloire de l'aventure : genèse d'une mystique moderne : 1850-1940, Aubier, coll. « Historique », 2002

Prix François-Joseph Audiffred  de l'Académie des sciences morales et politiques (2004)
- L'Histoire culturelle du contemporain, Nouveau Monde, 2005 (direction, en collaboration)[15]
- Rêves d'aventures. 1800-1940, La Martinière, 2006
- Voyager en Europe de Humboldt à Stendhal ; contraintes nationales et tentations cosmopolites : 1790-1840, Nouveau Monde, 2007 (direction, en collaboration)
- Le Dossier Bertrand : jeux d'histoire (avec Philippe Artières, Anne-Emmanuelle Demartini, Dominique Kalifa et Stéphane Michonneau), Manuella éditions, 2008
- Le Voyage et la Mémoire au XIXe siècle, Créaphis, 2011 (direction, en collaboration)
- L'Ennui : histoire d'un état d'âme : XIXe – XXe siècle, Publications de la Sorbonne, 2012 (direction, en collaboration)
- L'Histoire au conditionnel : textes et documents à l'usage de l'étudiant (avec Patrick Boucheron), Mille et une nuits, 2012[4],[5]
- Panorama du voyage : 1780-1920 : mots, figures, pratiques, Les Belles Lettres, coll. « Histoire », 2012[16],[17]
- Disparu ! : enquête sur Sylvain Venayre, Les Belles Lettres, coll. « L'histoire de profil », 2012
- Les Origines de la France, Éditions du Seuil, 2013
- Une guerre au loin : Annam, 1883, Les Belles Lettres, 2016
- Jardin des colonies (avec Thomas B. Reverdy), Flammarion, 2017
- Histoire du monde au xixe siècle, Pierre Singaravélou et Sylvain Venayre (dir.), Perrine Chambon et Odile Demange (trad.), Fayard, 2017[18]
- Le Magasin du Monde. La mondialisation par les objets du xviiie siècle à nos jours (dir. avec Pierre Singaravélou), Paris, Fayard, 2020[19],[20].
- L'Épicerie du monde. La mondialisation par les produits alimentaires du xviiie siècle à nos jours, direction avec Pierre Singaravélou, Paris, Fayard, 2022. Prix Anthony Rowley des Rendez-vous de l'histoire 2022.
- Les Guerres lointaines de la paix. Civilisation et barbarie depuis le XIXe siècle, NRF Essais, Paris, Gallimard, 2023.

### Romans graphiques ou albums BD
- Cœur des Ténèbres - un avant-poste du progrès, Futuropolis, novembre 2006, adaptation, introduction et postface de Sylvain Venayre d'après Joseph Conrad, adaptation et illustrations de Jean-Philippe Stassen
- L'Île au trésor, Futuropolis, 9 février 2012, d'après le roman de Robert-Louis Stevenson, dessin de Jean-Philippe Stassen[8]
- À la Recherche de Moby Dick, Futuropolis, mai 2019, d'après le roman d'Herman Melville, dessin de Isaac Wens[9]
- Milady ou Le Mystère des Mousquetaires, Futuropolis, février 2019, d'après Alexandre Dumas, dessin de Frédéric Bihel
- Histoire dessinée de la France - La Balade Nationale : Les Origines, octobre 2017, avec Étienne Davodeau (dessin), La Revue dessinée-La Découverte[11],[12]
- Mon album Platini, Génération Séville 1982, avril 2021, avec Christopher (dessin) et Mathilda (coloriste), Coup de tête, Delcourt.

## Prix
- Prix Augustin-Thierry 2016 des Rendez-vous de l'histoire.
- Prix Pierre-Lafue 2018.